# Константин Кузњецов
Константин Кузњецов (рођен 3. маја 1895. у Санкт Петербургу — Лос Анђелес, 9. март 1980) је био српски цртач стрипова руског порекла. Цртао је по сценаријима Бранка Видића, Светислава Б. Лазића и Павла Пољакова, али је за своје стрип-креације и сам састављао сценарије.
Био је један од утемељивача модерног стрипа у Србији и Југославији, један од цртача окупљених око Београдског круга, изванредне стрип-школе, чувене и у светским размерама. Његов оригинални стил учинио је да његова остварења буду на самом врху југословенског и европског својевременог стрипа. Најпознатији наслови су: „Грофица Марго“, „Барон вампир“, „Књаз Милош“ (животопис Милоша Обреновића), „Синбад Морепловац“, „Пикова дама“, „Бајка о цару Салтану“, „Скаска о златном петлићу“, „Петар Велики“ (стрип о истоименом владару Русије).

## Биографија
Уметник, илустратор, цртач и сценариста стрипа Константин Кузњецов рођен је 1895. године у Петрограду (Лењинградy). У хаосу Руске револуције губи оца, директора гимназије кога убијају бољшевици, а он је 1920. у вртлогу историје приморан да бежи на југ Русије, а потом даље од Русије – некаквом одлуком судбине право до нас, у тадашњу Краљевину Срба, Хрвата и Словенаца. Најпре стиже у Панчево где је у то време постојала руска уметничка школа, а одатле прелази у Београд где ради као карикатуриста и илустратор књига, и црта рекламе у Робној кући "Митић".
Убрзо почиње његов експеримент са стрипом. Омладински лист Мика Миш 1937. године објављује његов први стрип под називом "Мајка" који обрађује одабрани период из наше прошлости. Вероватно и због успеха овог стрипа али и ауторовог запаженог талента Кузњецов бива ангажован да за овај лист црта серију реалистичког стрипа, "Прича о мачки са четири ноге". Од овог стрипа у којем долази до изражаја ауторова креативност у широком жанровском распону од историјских и криминалистичких прича до оних инспирисаних "хиљаду и једном ноћи" урадио је двадесет пет комплетних епизода и краћи стрип, све до почетка Другог светског рата. Поред овог реалистичног стрипа Кузњецов црта и три епизоде са два симпатична мајмуна, "Боеми", који су реализовани у стилу Волта Дизнија. За Политикин забавник црта стрипове инспирисане руском историјом ("Петар Велики") и бајкама ("Скаска о златном петлићу", "Бајка о цару Салтану" од Пушкина), а за Мали забавник који је излазио за време немачке окупације обрађује бајку Петра Јершова "Коњиц вилењак". У то време црта под видним утицајем руског илустратора Ивана Билибина. За време рата наставља да ради углавном цртајући ратне карикатуре и плакате (од којих су неки реализовани у форми стрипа: "Прича без речи", "Лаж истока" и "Опомена") али се до 1944. враћа стрипу и на страницама Малог забавника објављује неколико наслова од којих је најзанимљивији "Прича о несрећном краљу". То је алегоријско-пропагандни стрип у корист немачких окупатора и њихових колаборациониста, са скривеним сатиричним садржајем, а његови главни јунаци су не други него оновремене политичке личности: краљ Александар Карађорђевић (Стари краљ), краљ Петар II (Млади краљ), Винстон Черчил (Племић злобног владара), Јосип Броз Тито (Разбојник) и Јосиф Стаљин (Северни крволочни владар)...
Кузњецови стрипови су за данашње око изненађујуће квалитетно и савремено цртани, остављају без речи критике. Један је од ретких наших предратних стрип-аутора који су успевали да се афирмишу и ван граница Краљевине Југославије, многе његове радове објављивали су контемпорарни Француски листови (на пример Gavroche, Jumbo, Le journal de Toto, Les grandes aventures и други).
Завршетком рата Кузњецова лична трагедија бега се наставља и крајем 1944. године напушта Београд. Најпре доспева у аустријски логор, а две године касније бива премештен у немачки, где и даље не престаје да буде активан у цртању – ради илустрације за часопис Огни и карикатуре у хумористичком часопису Петрушка. До 1950. имигрира у САД где наставља своју уметничку каријеру као илустратор и сликар (акварели издати у облику дописница и календара, сликовнице итд.).
Константин Кузњецов завршава свој животни пут 1980. године у далеком Лос Анђелесу.